# Atlantis (Stargate)
Atlantis är en fiktiv plats i tv-serien Stargate Atlantis. Den är även kallad Förlorade staden av De gamla, Staden av Förfäderna, och den är ett intergalaxtisk rymdskepp byggd av De gamla på Jorden för 50 miljoner år sedan. De gamla använde staden för att lämna Jorden för 5-10 miljoner år sen för dem led av en obolig pest. Atlantis är uppdelad i sex sektioner och är lika stor som Manhattan. Atlantis har sex stycken hyperdriftmotorer och en intergalaxtisk motor.
För kunna använda och driva något i staden så behöver man DTA-genen, genen av De gamla. För 10,000 år sedan övergav De gamla Atlantis efter förlorad ett krig mot Wraith, dem sänkte staden ihop att få återvända. På De Gamlas språk heter Atlantis "Atlantus". De gamla återvände aldrig till Atlantis men deras ättlingar Tau'ri kom till staden.